# غريغ إلمور
غريغ إلمور (بالإنجليزية: Greg Elmore)‏ هو طبال أمريكي، ولد في 4 سبتمبر 1946 في كاليفورنيا في الولايات المتحدة.

## وصلات خارجية
- غريغ إلمور على موقع ميوزك برينز (الإنجليزية)
- غريغ إلمور على موقع ديسكوغز (الإنجليزية)